# 2019 en rugby à XV
Cette page présente les faits marquants de l'année 2019 en rugby à XV : les principales compétitions et événements liés au rugby à XV et rugby à sept ainsi que les décès de grandes personnalités de ces sports.

## Principales compétitions
- Championnat de France (du 25 août 2018 au 15 juin 2019)
- Championnat d'Angleterre (du 31 août 2018 au 25 mai 2019)
- Pro14 (du 31 août 2018 au 25 mai 2019)
- Coupe d'Europe (du 12 octobre 2018 au 11 mai 2019)
- Challenge européen (du 12 octobre 2018 au 10 mai 2019)
- Coupe d'Angleterre (du 26 octobre 2018 au 17 mars 2019)
- Tournoi des Six Nations (du 1er février au 16 mars 2019)
- Super Rugby (du 15 février au 6 juillet 2019)
- Currie Cup (du 17 juillet au 7 septembre 2019)
- The Rugby Championship (du 21 juillet au 11 août 2019)
- Mitre 10 Cup (du 8 août au 26 octobre 2019)
- National Rugby Championship (du 8 août au 26 octobre 2019)
- Championnat de France (du 24 août 2019 au 26 juin 2020)
- Coupe du monde (du 20 septembre au 2 novembre 2019)
- Championnat d'Angleterre (du 18 octobre 2019 au 20 juin 2020)

## Événements

### Mars
- 16 mars : 5e journée du Tournoi des Six Nations, le pays de Galles s'impose contre l'Irlande 25 à 7 et  remporte la compétition en réalisant le Grand Chelem[1]. Un peu plus tard dans l'après midi, l'Écosse conserve la Calcutta Cup (conquise en 2018) à l'occasion d'un match nul 38-38 d'anthologie face à l'Angleterre.
- 17 mars : Les Northampton Saints remportent à domicile la Coupe d'Angleterre en s'imposant en finale contre les Saracens 23 à 9[2].

### Mai
- 10 mai : L'ASM Clermont Auvergne remporte (36-18) la finale 100% française du Challenge européen face au Stade rochelais.
- 11 mai : Les Anglais des Saracens remportent pour la 3e fois la Coupe d'Europe à Newcastle en battant les Irlandais du Leinster sur le score de 20 à 10.
- 18 mai :
  - Finale du Championnat de Belgique : le club de La Hulpe est sacré champion après avoir battus l'équipe du Rugby club Soignies sur le score de 18 à 13.
  - Finale du Championnat du Portugal : l'équipe d'Agronomia est sacrée championne du Portugal grâce à sa victoire 18 à 10 face à Belenenses.
- 25 mai : le Valladolid RAC est sacré Champion d'Espagne grâce à une victoire en finale 39 à 27 face leur voisin d'El Salvador.

### Juin
- 1er juin : trois semaines après avoir gagné le titre européen, les Saracens sont sacrés Champions d'Angleterre à Twickenham après un match de haut niveau gagné 37 à 34 face à Exeter.
- 15 juin : Le Stade toulousain est sacré Champion de France au Stade de France pour la 20e fois après sa victoire en finale 24 à 18 face a l'ASM Clermont Auvergne.
- 16 juin : Finale de la Major League Rugby au Torero Stadium de San Diego : les Seawolves de Seattle battent le Legion de San Diego sur le score 26-23 est remportent la compétition pour la deuxième fois.

### Juillet
- 6 juillet : Les Néo-zélandais des Crusaders remporte à domicile le Super Rugby pour la 10e fois (un record) en battant en finale les Argentins des Jaguares 19 à 3[3].

### Août
- Du 8 août au 15 août : 26e édition du Challenge Armand Vaquerin. Le Castres olympique gagne la compétition pour la cinquième fois.

### Septembre
- Du 20 septembre au 2 novembre : 9e édition de la Coupe du monde de rugby au Japon.

### Novembre
- 2 novembre : Finale de la Coupe du monde à Yokohama au Japon. L'Afrique du Sud est sacré championne du monde pour la 3e fois de l'histoire après sa victoire 32 à 12 face a l'Angleterre[4].